# مقیسه (داورزن)
مقیسه، روستایی است از توابع بخش باشتین و در شهرستان داورزن استان خراسان رضوی ایران.

## جمعیت
این روستا در دهستان مهر قرار داشته و بر اساس سرشماری سال ۱۳۹۰ جمعیت آن ۵۷۶ نفر (۲۱۹ خانوار) بوده است. شغل عمده مردم کشاورزی  دامداری و باغداری میباشد. دارای قنوات مقیسه و ساسان کاریز با قدمت چند هزار سال و همچنین چاه های عمیق و نیمه عمیق میباشد. دارای جاذبه گردشگری نظیر کوه قومی و باغات انگور می باشد